# Сюзан Бет Пфефър
Сюзан Бет Пфефър (на английски: Susan Beth Pfeffer) е плодовита американска писателка на произведения в жанра драма, научна фантастика, фентъзи, исторически роман, любовен роман за юноши, детска литература и документалистика.

## Биография и творчество
Сюзан Бет Пфефър е родена на 17 февруари 1948 г. в Ню Йорк, САЩ, в семейството на Лео Пфефър, адвокат и професор, и Фрида Плоткин, секретарка. Отраства в Куинс, а после семейството ѝ се премества в Лонг Айлънд, където баща ѝ преподава право в университета. Започва да пише още от училище след като баща ѝ издава първата си книга по конституционно право. Следва в Университета на Ню Йорк и получава бакалавърска степен през 1969 г.
Първият ѝ роман „Just Morgan“ (Само Морган), който завършва през последната си година в университета, е издаден през 1970 г.
Книгите ѝ обхващат гамата от детска литература до романи за юноши, като включват биографии за по-млади читатели, както исторически, като поредицата „Портрети на малките жени“, така и съвременна художествена литература. В тях разглежда трудни теми като убийство на тийнейджъри, самоубийство, сексуален тормоз, антисоциални и разделени семейства, изчезнали или избягали деца. Едни от най-известните ѝ самостоятелни романи са „За Дейвид“ (1980), „Кид Пауър отвръща на удара“ (1984) и „Годината без Майкъл“ (1987).
Става много известна с постапокалиптичната поредица „Последните оцелели“. Първата книга от нея, „Живота, какъвто го познавахме“, е издадена през 2006 г. В нея, под формата на дневник на шестнайсетгодишната Миранда, се описва апокалиптичния сценарий при който огромен астероид удря Луната и я измества от орбитата ѝ, предизвиквайки поредица от катаклизми на Земята – цунамита помитат крайбрежията, земетресения пропукват континентите, вулканична пепел скрива слънцето и потапя земята в мрак. Заедно с майка си и двамата си братя Миранда се бори за оцеляването си превръщайки се в смела, самоотвержена млада жена, която се опитва да съхрани най-ценния ресурс на човечеството – надеждата.
Удостоена с почетната степен „доктор хонорис кауза“ от университета „Моунт Мери“, Милуоки.
Сюзан Бет Пфефър живее в Мидълтаун, щат Ню Йорк.

## Произведения

### Самостоятелни романи
- Just Morgan (1970)
- Better Than All Right (1972)
- Rainbows and Fireworks (1973)
- Whatever Words You Want to Hear (1974)
- The Beauty Queen (1974)
- Marly the Kid (1975)
- Kid Power (1977)
- Starring Peter and Leigh (1979)
- Awful Evelina (1979)
- Just Between Us (1980)
- About David (1980)
- What Do You Do When Your Mouth Won't Open? (1981)
- A Matter of Principle (1982)
- Starting With Melodie (1982)
- Courage Dana (1983)
- Paper Dolls (1984)
- Truth or Dare (1984)
- Kid Power Strikes Back (1984) – награда „Дороти Кенфийлд Фишър“ и награда „Секвоя“
- The Friendship Pact (1986)
- The Year Without Michael (1987) – най-добра книга за юноши от Американската библиотчна асоциация
- Turning Thirteen (1988)
- Dear Dad, Love Laurie (1989)
- Head of the Class (1989)
- April Upstairs (1990)
- Darcy Downstairs (1990)
- Most Precious Blood (1991)
- Twin Surprises (1991)
- Family of Strangers (1992)
- Twin Troubles (1992)
- The Ring of Truth (1993)
- Make Believe (1993)
- Twice Taken (1994)
- Nobody's Daughter (1995)
- The Pizza Puzzle (1996)
- The Trouble with Wishes (1996)
- Justice for Emily (1997)
- Devil's Den (1998)
- Revenge of the Aztecs (2000)
- Blood Wounds (2011)

### Серия „Перфектна снимка (Perfect Image)
1. Fantasy Summer (1984)
2. Getting Even (1986)

### Серия „Направи ме звезда“ (Make Me a Star)
1. Prime Time (1985)
2. Take Two And...rolling! (1988)
3. Wanting It All (1985)
4. On the Move (1985)
5. Love Scenes (1986)
6. Hard Times High (1986)

### Серия „Сестрите Себастиан“ (Sebastian Sisters)
1. Evvie At Sixteen (1988)
2. Thea At Sixteen (1988)
3. Claire At Sixteen (1989)
4. Sybil At Sixteen (1989)
5. Meg At Sixteen (1990)

### Серия „Върнете се вчера“ (Rewind to Yesterday)
1. Rewind to Yesterday (1988)
2. Future Forward (1989)

### Серия „Портрети на малки жени“ (Portraits of Little Women)
1. Meg's Story (1997)
2. Jo's Story (1997)
3. Beth's Story (1997)
4. Amy's Story (1997)
5. Meg Makes a Friend (1998)
6. Jo Makes a Friend (1998)
7. Beth Makes a Friends (1998)
8. Amy Makes a Friend (1998)
9. Christmas Dreams (1998)
10. A Gift for Meg (1999)
11. A Gift for Jo (1999)
12. A Gift for Beth (1999)
13. A Gift for Amy (1999)
14. Birthday Wishes (1999)
15. Ghostly Tales (2000)

### Серия „Последните оцелели“ (Last Survivors)
1. Life as We Knew It (2006)
Живота, какъвто го познавахме, изд.: ИК „Ибис“, София (2014), прев. Диана Кутева
2. The Dead and the Gone (2008)
Изгубени завинаги, изд.: ИК „Ибис“, София (2015), прев. Мартин Янков
3. This World We Live In (2010)
Светът, в който живеем, изд.: ИК „Ибис“, София (2016), прев. Коста Сивов
4. The Shade of the Moon (2013)

### Документалистика
- You can write children's books in your spare time (1993)
- Quilt Masterpieces (1998)
- Who Were They Really? (1999)